# 滋賀県道273号東野虎姫線
滋賀県道273号東野虎姫線（しがけんどう273ごう ひがしのとらひめせん）は、滋賀県長浜市を通る一般県道である。

## 概要
長浜市北ノ郷町から長浜市酢に至る。

### 路線データ
- 起点：長浜市北ノ郷町（滋賀県道264号高山長浜線交点）
- 終点：長浜市酢（酢交差点、国道8号交点）
- 総延長：7.7 km

## 路線状況

### 重複区間
- 国道365号（長浜市三田町・草野川橋南詰交差点 - 長浜市内保町・内保東交差点）

### 道路施設

#### 橋梁
- 草野川橋（草野川、長浜市、国道365号重複区間内）

## 地理

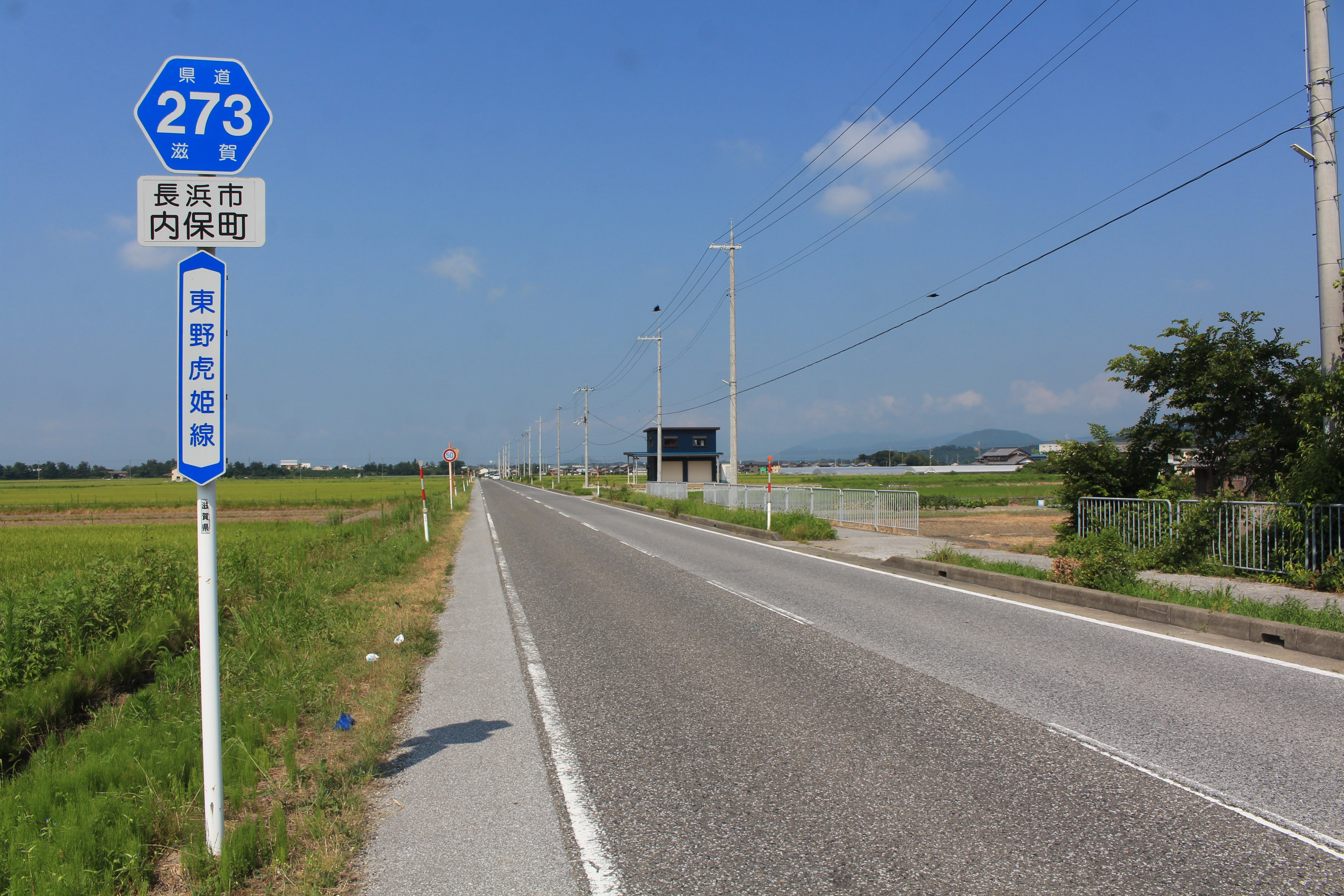
滋賀県道273号東野虎姫線
長浜市内保町

### 通過する自治体
- 長浜市

### 交差する道路
| 交差する道路                | 交差する場所           | 交差する場所           |
| --------------------------- | ---------------------- | ---------------------- |
| 滋賀県道264号高山長浜線     | 北ノ郷町               | 起点                   |
| 国道365号 重複区間起点      | 三田町                 | 草野川橋南詰交差点     |
| 国道365号 重複区間終点      | 内保町（うちぼちょう） | 内保東交差点           |
| 滋賀県道276号小室大路線     | 内保町                 | 長浜市浅井支所前交差点 |
| 滋賀県道510号伊部近江線     | 宮部町                 | 宮部交差点             |
| 滋賀県道263号丁野虎姫長浜線 | 五村                   | 消防本部前交差点       |
| 国道8号                     | 酢                     | 酢交差点 / 終点        |

### 交差する鉄道
- 北陸本線

### 沿線
- 浅井中部簡易郵便局
- 長浜市立下草野小学校
- ワボウ電子
- 道の駅浅井三姉妹の郷
- NTT西日本 滋賀支店浅井別館
- 長浜信用金庫 浅井支店
- 長浜市役所 浅井支所
- 滋賀銀行 浅井出張所
- 関西みらい銀行 浅井支店
- 長浜市立虎姫図書館
- 滋賀県立虎姫高等学校
- 長浜市立虎姫中学校
- 長浜市立虎姫小学校
- 長浜市役所 虎姫支所
- 長浜警察署 虎姫警部交番
- 虎姫郵便局
- 湖北地域消防本部 長浜消防署東浅井分署
- 日本軽金属